# Червона (місцевість)
Червона — історична місцевість у Металургійному районі Кривого Рогу. Місцевість є прилеглою до металургійного комбінату «АрселорМіттал Кривий Ріг».

## Історія розвитку

Балка Червона на карті ХІХ ст.

- Назва місцевості походить від балки Червоної, в якій в наш час розташовані ставки, що пов'язані з виробничим циклом металургійного комбінату. В балці ще з стародавніх часів велись розробки заліза.[1]
- У 1884 році тут створено роз'їзд Червона (зараз станція Кривий Ріг («Червона»)).
- В першій половині ХХ століття місцевість включена до складу міста.